# موج لاو

چگونگی عملکرد موج لاو

موج لاو (انگلیسی: Love wave) در دینامیک کشسانی به نوعی از امواج سطحی گفته می‌شود که در جهت افقی دچار قطبش (موج‌ها) شده‌اند. نام این امواج از نام آگوستو ادوارد هوگ لاو دانشمند انگلیسی گرفته شده است که وجود این امواج را در سال ۱۹۱۱ با روابط ریاضی پیش‌بینی کرده بود. امواج لاو ناشی از تداخل امواج در موج اس است که توسط یک لایه کشسان هدایت می‌شود. در لرزه‌شناسی امواج لاو نوعی موج سطحی لرزه‌ای هستند که باعث تغییر افقی سطح زمین بر اثر زمین‌لرزه می‌شوند. این امواج نوعی خاصی از امواج لرزه‌ای را پدید می‌آورد که با موج پی و موج اس (که هر دو امواج درونی نامیده می‌شوند) و نیز با موج ریلی (که موجی سطحی است) متفاوت است. امواج لاو با سرعتی کمتر از موج پی و موج اس منتشر می‌شوند ولی سرعت آن از امواج ریلی بیشتر است. این امواج تنها زمانی مشاهده می‌شوند که لایه‌ای کم‌سرعت بر روی لایه‌ای پرسرعت قرار داشته باشد.
حرکت موج لاو تقریباً شبیه موج اس است، با این تفاوت که ذرات ماده در موج لاو به موازات سطح زمین جابه‌جا می‌شوند و جابه‌جایی عمودی ندارند.